# Гусарівка (зупинний пункт)
Гуса́рівка — залізничний зупинний пункт Коростенської дирекції Південно-Західної залізниці.
Розташований неподалік від села Гусарівка Овруцького району Житомирської області на лінії Овруч — Вільча між станціями Овруч (14 км) та Рача (19 км).
Станом на лютий 2020 року пасажирське сполучення відсутнє, здійснюються промислові перевезення.